# Окунайский (посёлок)
Окуна́йский — посёлок в Казачинско-Ленском районе Иркутской области России. Административный центр Новосёловского муниципального образования.

## География
Расположен на левобережье реки Киренга (в 1 км западнее русла) в 34 км к юго-востоку от районного центра, села Казачинское и в 700 км от Иркутска.

### Климат
В посёлке Окунайский резко континентальный, с сильными температурными колебаниями в течение года. Зимние температуры достигают −50 °С, летом жара может доходить до +40 °С и выше.

## История
В посёлке существовала Колония-поселение, её история отсчитывается с весны 1996 года, когда приказом МВД РФ колония строгого режима № 5, находящаяся в п. Окунайском Казачинско-Ленского района, была реорганизована в колонию-поселение № 51 для лиц, твердо ставших на путь исправления. Отбывая наказание, осужденные занимались заготовкой и переработкой леса — вплоть до 2008 года, когда было принято решение перенести колонию ближе к областному центру, в поселок Плишкино Иркутского района.
В середине-конце 1990-х годов (ок. 1994-96 г.) КИ-450 было преобразовано в подразделение УК-272/…, имевшее региональное подчинение УФСИНу Иркутской области.
Ранее, до начала 10-х годов XXI века южнее поселения на возвышенности находился поселок Окунайский-2 (Горка), возникший в начале 80-х годов XX века (около 1982), имевший обособленную инфраструктуру.
В п. Окунайский-2 находилось управление исправительных учреждений КИ-450, имевшее центральное (московское) подчинение, которое возглавлял начальник в звании (на должности) генерал-майора внутренней службы МВД.
Управлению подчинялись 6 колоний, 3 из которых находились в южном направлении от БАМа на одной дороге, построенной для обеспечения жизнедеятельности поселков и вывоза леса на ж/д тупик для погрузки.
КИ-450/2 — п. Гарбич (ок. 50 км); КИ-450/4 — п. Типуй (ок. 85 км), КИ-450/6 — п. Ханда (ок. 120 км).
3 другие колонии располагались в 6 км от управления, КИ-450/5 имела строгий режим, ограждение и охрану внутренними войсками, свой ж/д тупик.

## Население
| 2002 | 2010 | 2011 | 2012 |
| ---- | ---- | ---- | ---- |
| 1482 | ↘945 | ↘940 | ↘901 |

По данным Всероссийской переписи, в 2010 году в посёлке проживало 945 человек (462 мужчины и 483 женщины).

## Транспорт
Северо-восточнее посёлка проходит БАМ: в 1 км от посёлка находится железнодорожный мост через Киренгу (также автомобильный мост трассы 25К-258 Усть-Кут — Северобайкальск); остановочный пункт 914 км; в 6 км севернее — разъезд Окунайский.